# Loggerfischerei
Die Loggerfischerei oder „Große Heringsfischerei“ war eine küstenferne Hochseefischerei  auf Heringe. Sie wurde von etwa 1860 bis 1976 (BRD) bzw. 1981 (DDR) betrieben und bestand zum einen aus den Fischereifahrzeugen, den Heringsloggern, zum anderen aus den Landbetrieben, den Loggereien, in denen der auf See geschlachtete und gesalzene Hering verkaufsfertig weiterverarbeitet wurde und die Logger versorgt und ausgerüstet wurden.

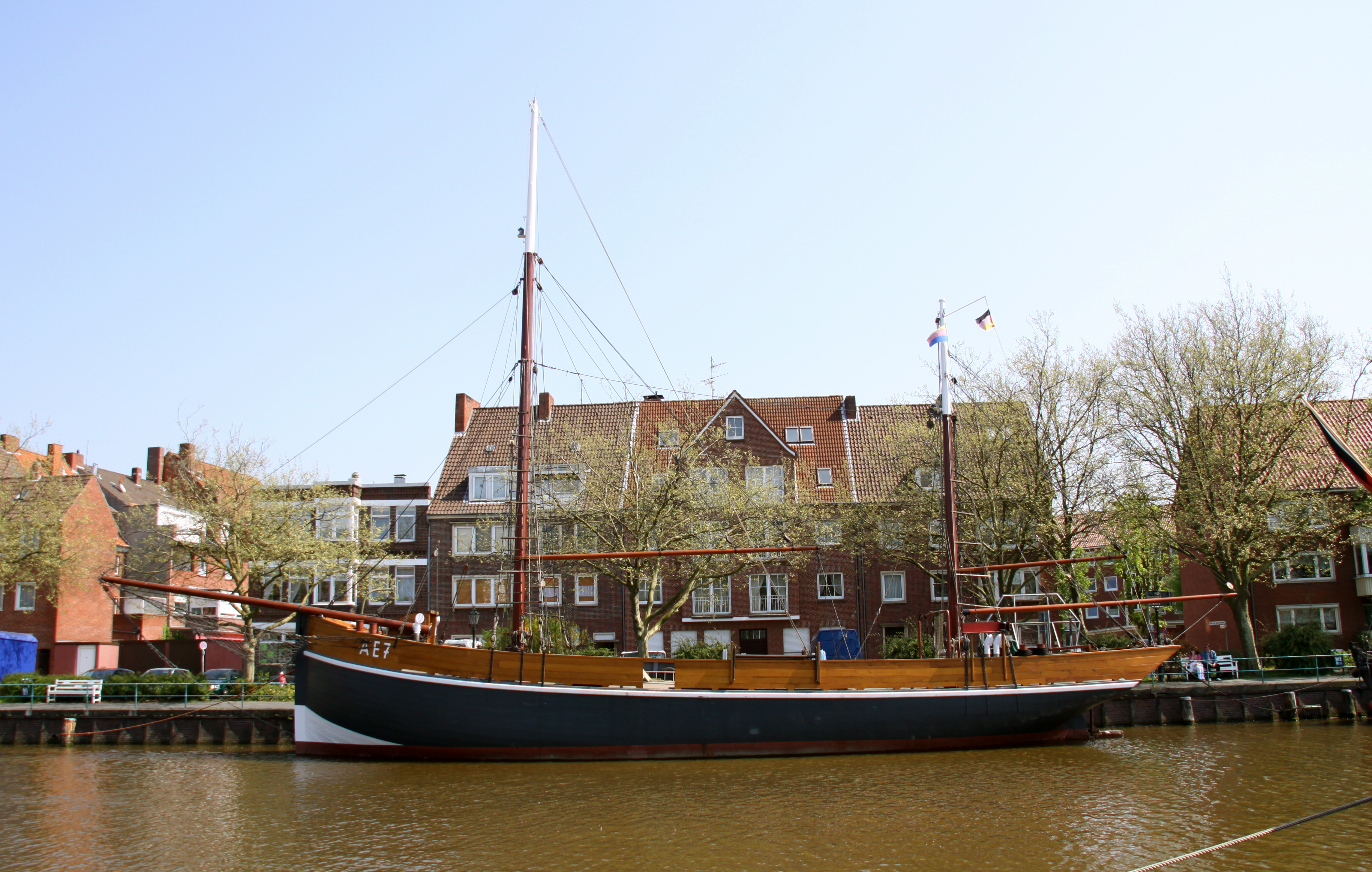
Heringslogger Stadt Emden im Emder Museumshafen

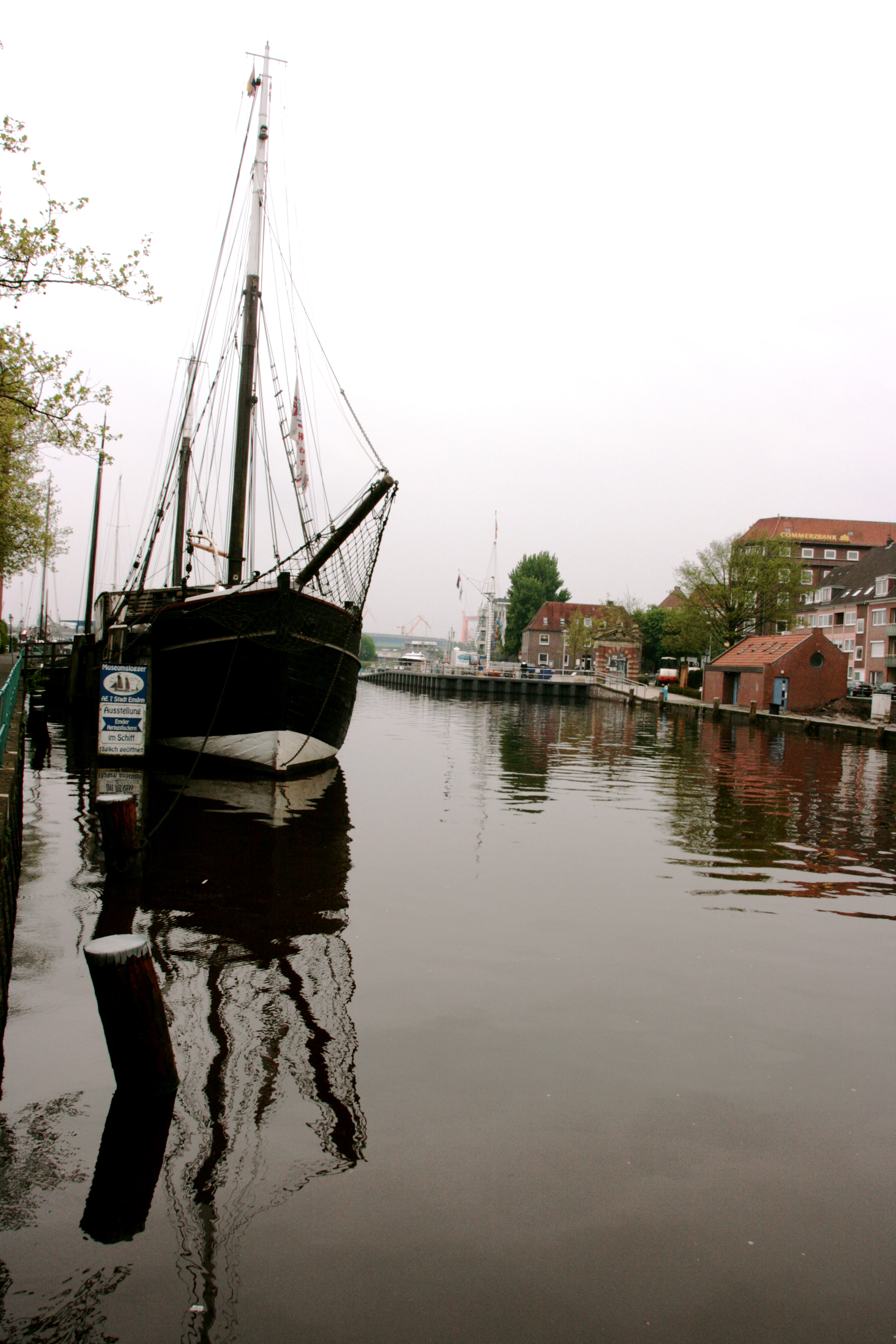
Heringslogger Stadt Emden im Emder Museumshafen

## Geschichte der Loggerfischerei

### Der Logger löst die Buise ab

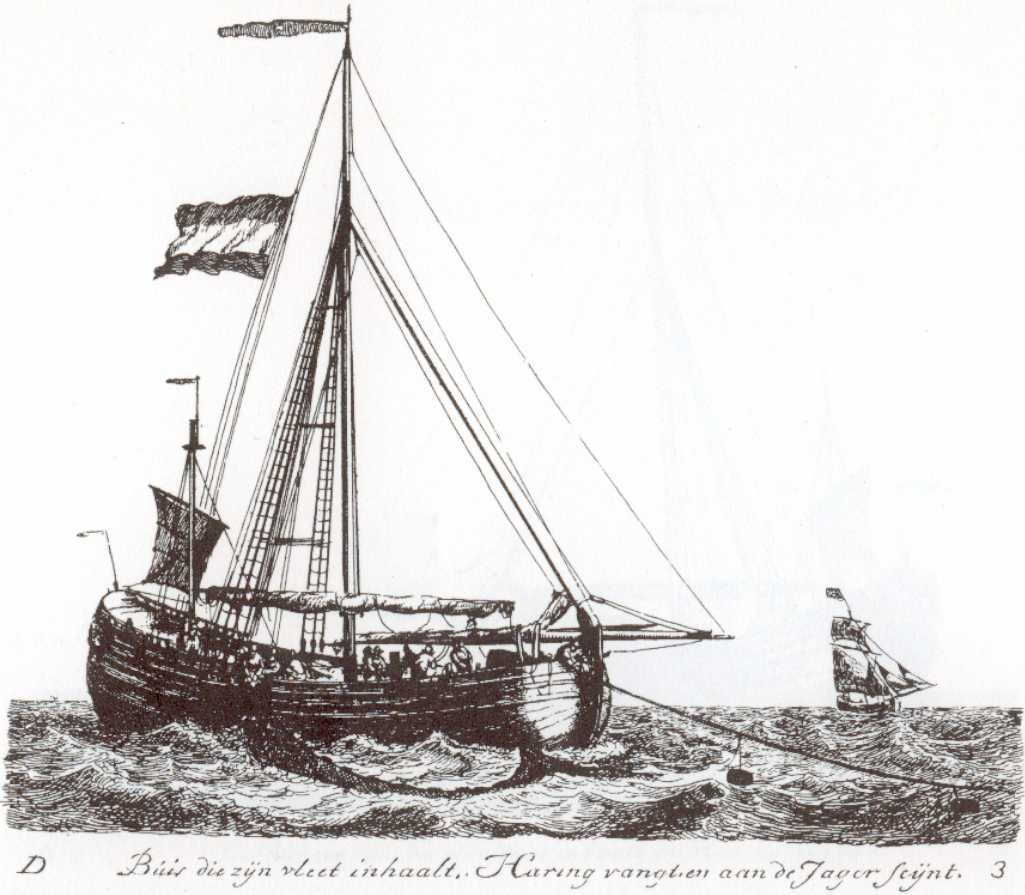
Eine niederländische Haringbuis holt ihr Netz ein (1789)

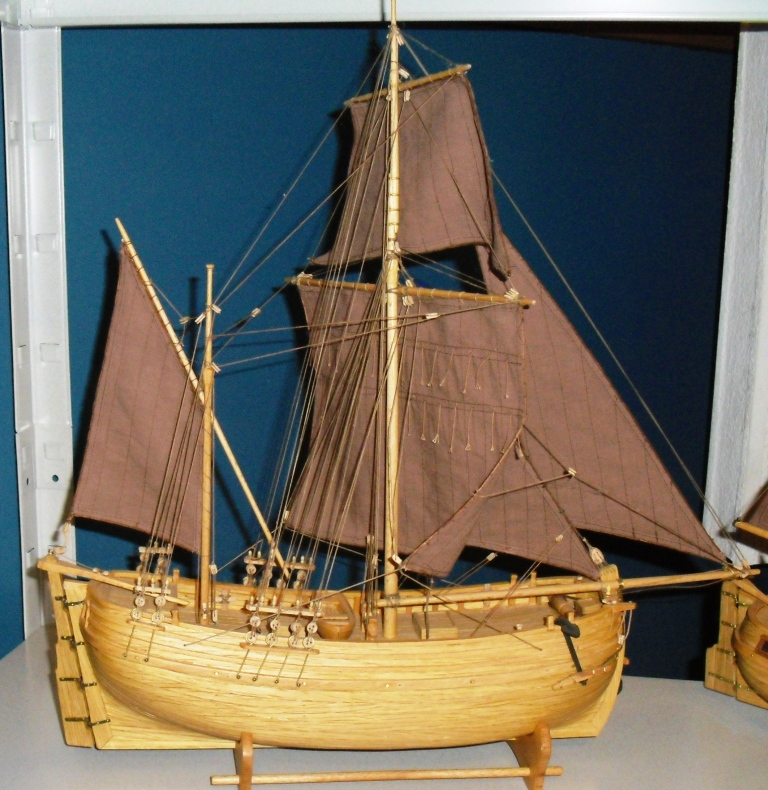
Modell einer niederländischen Heringsbuise im Husumer Museum

Nach dem Niedergang der Ostsee-Heringsfischerei Ende des Mittelalters verlagerte sich die Fischerei und Salzheringsproduktion in die Nordsee. Zum einen fand die ertragreichste Fischerei vor Schottland statt, wobei küstennah gefischt und an Land verarbeitet werden konnte. Zum anderen entwickelten die Holländer eine Fernfischerei mit seetüchtigen Schiffen, den Buisen, auf Kiel gebauten, etwa 23 m langen und 5 m breiten Schiffen, mit einem rahgetakelten Großmast und gaffelgetakelten kleineren Besan (Treibermast) sowie vorn mit einer Fock. Die Fischerei erfolgte mit Treibnetzen aus Hanf, bei üblicherweise 48 aneinandergefügten Netzen ergab sich eine Länge der sog. Fleet von etwa 1400 m. Der Hering wurde an Bord geschlachtet, gesalzen und in Fässer verpackt. Der Fang erfolgte zwischen Mai und Oktober, in der Regel wurden 1 bis 2 Fangreisen gemacht. Man kehrte erst heim, wenn die Laderäume gefüllt waren. Gelegentlich wurden die Fässer aber auch auf See auf sog. Jager, schnell segelnde Frachtensegler, umgeladen und so Laderaum für die weitere Fischerei freigemacht.
Der Logger, ein schnelles Fangschiff der französischen Kanalfischer, revolutionierte und veränderte ab 1857 entscheidend die bisherige holländische Heringsfischerei mit den vergleichsweise schwerfälligen und plumpen Buisen. Durch ihre Geschwindigkeit konnten mit den Loggern jährlich vier bis fünf Fangreisen durchgeführt werden. Hinzu kam, dass die Fischerei durch den Ersatz der schweren Hanfnetze durch Baumwollnetze wesentlich erleichtert wurde. Die Netze konnten deutlich vergrößert werden, ein Logger führte ca. 70 Netze mit einer Gesamtlänge der Fleet von ca. 2000 m. Mit zum Erfolg der Fischerei trug das Entlohnungssystem für die Besatzung bei. Der Monatslohn wurde durch ein System der Anteile am Fang ersetzt. Der Lohn eines Matrosen entsprach durchaus demjenigen eines Facharbeiters, bei gutem Fang auch deutlich mehr.

### Vorläufer der Loggereien in Deutschland
Seit dem Mittelalter war die deutsche Heringsfischerei vor allem eine Küstenfischerei, so beispielsweise in der Schlei, in der Elbmündung und vor Helgoland. Die Heringe wurden frisch oder geräuchert vermarktet.
Eine erste küstenferne Fischerei mit Buisen wurde um 1550 von kriegsbedingt emigrierten Holländern in Emden betrieben. Ebenso waren holländische Fischereien im neugegründeten, seinerzeit dänischen und damit neutralen Glückstadt aktiv. Nach dem Ende des Niederländischen Befreiungskrieges 1648 kehrten die Betreiber aber samt ihren Schiffen nach Holland zurück.
Im dänischen Altona wurde 1767 eine vom dänischen Staat subventionierte Heringsfischerei-Kompanie gegründet. 1780 besaß sie 28 Buisen und 3 Jager. In den napoleonischen Kriegen kaperten die Engländer 18 Altonaer Heringsbuisen im Helgoländer Hafen, dies bedeutete das Ende der Altonaer Heringsfischerei-Kompagnie.
Nachdem Emden preußisch geworden war, gab Friedrich II. 1769 die Erlaubnis zum Aufbau einer Compagnie zum Herings-Fang in Emden. Emder Bürger gründeten daraufhin am 9. August 1769 die Societaet zum Herings-Fangst in der Stadt Emden bzw. die Königlich-preußische Compagnie zum Herings-Fang. Deren Flotte wuchs bald bis zu 55 Buisen an. Die Fischerei kam allerdings ebenfalls durch die napoleonischen Kriege und die Kontinentalsperre zum Erliegen und erholte sich auch hinterher kaum noch. Die letzten Buisen aus Emden wurden 1858 verkauft.

### Von der Gründung der ersten Loggereien bis zum Ersten Weltkrieg

Aktie der Emder Heringsfischerei Aktiengesellschaft, 1872

Werftzeichnung eines typischen Fischereiloggers, des Segelloggers Stör der Glückstädter Heringsfischerei, gebaut 1893 bis 1894

Dem Vorbild der Holländer folgend wurde 1872 die erste deutsche Loggerfischerei in Emden gegründet (Emder Heringsfischerei Aktiengesellschaft). Zunächst wurde mit 6 in Holland gekauften Segelloggern begonnen, bis 1893 fuhren von Emden aus bereits 25 Segellogger. Die Emder Heringsfischerei drohte bald in Konkurs zu gehen, wurde aber vom preußischen Staat massiv mit zinslosen Krediten und direkten Subventionen unterstützt. Die Loggerfischerei war während ihrer gesamten Existenz auf Subventionen angewiesen. Die Motivation zur Förderung war unterschiedlich. Zum einen galt es, mit dem Salzhering ein billiges Nahrungsmittel vor allem für die ärmere Bevölkerung zur Verfügung zu stellen. Zum anderen wurden auch militärische Zwecke verfolgt. Auf den Loggern arbeiteten hoch qualifizierte Seeleute, im Kriegsfall rasch abrufbar, die in der Kriegsflotte besonders gut einsetzbar waren, und die Logger waren als Hilfsschiffe im Krieg zu verwenden.
Nach dem erfolgreichen Neubeginn und nicht zuletzt wegen der staatlichen Subventionen wurden Ende des 19. Jahrhunderts eine Reihe weiterer Heringsfischereien gegründet. 1900 gab es an den Standorten Emden, Bremen-Vegesack (Bremen-Vegesacker Fischerei-Gesellschaft), Elsfleth, Geestemünde (heute: Bremerhaven) und Glückstadt 7 Heringsfanggesellschaften mit insgesamt 118 Loggern. Bis zum Ausbruch des Ersten Weltkrieges erhöhte sich die Zahl der Gesellschaften auf 13. 1911 wurde mit 284 Loggern der höchste Bestand an Schiffen erreicht.
Emder Heringsfischerei Aktiengesellschaft 1872
Heringsfischereigenossenschaft Norden/Ostfriesland 1888
Glückstädter Heringsfischerei AG 1893
Bremen-Vegesacker Fischerei-Gesellschaft 1895
Elsflether Heringsfischerei 1896
Heringsfischerei Dollart, Emden 1899
Großer Kurfürst Heringsfischerei, Emden 1904
Braker Heringsfischerei 1904
Leerer Heringsfischerei 1905
Midgard Deutsche Seeverkehrs-AG, Nordenham 1905
Visurgis Heringsfischerei AG, Nordenham 1907
Norddeutsche Hochseefischerei AG, Bremerhaven 1907
Brema Heringsfischerei AG 1911
Mit Beginn des Ersten Weltkrieges kam die Loggerfischerei praktisch zum Erliegen. Die modernen Dampf- und Motorlogger wurden nunmehr als militärische Hilfsschiffe eingesetzt. Von ihnen gingen im Krieg 57 Logger verloren.

### Zwischen den Weltkriegen
Nach dem Krieg kam die Loggerfischerei mit den verbliebenen ca. 200 Fahrzeugen wegen der Minengefahr erst 1920 wieder voll in Gang. Allerdings verminderte sich in den Folgejahren der Bestand um über 100 Schiffe, da die veralteten Segellogger bis 1932 vollständig ausgemustert wurden.
Die Loggerfischerei war von jeher auf staatliche Subventionen angewiesen, diese wurden allerdings mit Ausbruch des Ersten Weltkrieges eingefroren und erst 1925 wieder aufgenommen. Das drohende Ende der Loggerfischerei wurde mit der Wiederaufnahme der Subventionen abgewendet. Die staatlichen Hilfen umfassten Schutzzölle auf den Salzhering, Fangprämien, die Stundung und Gewährung von Krediten und Baudarlehen zum Umbau und Neubau von Loggern. 1932 wurde als Arbeitsbeschaffungsmaßnahme der Bau von 30 Motorloggern auf Staatskosten beschlossen und die Schiffe den Heringsfanggesellschaften gegen Eintragung einer Schuld überlassen. Die Nazis führten das Programm 1933 – wegen Autarkiebestrebungen und wahrscheinlich wiederum auch aus militärischen Überlegungen – fort und erweiterten es 1934 um den Bau weiterer 23 Motorlogger. 1935 wurden die ersten Kombilogger, die sowohl mit der Fleet als auch mit dem Grundschleppnetz fischen konnten, eingesetzt.
1939, beim Beginn des Zweiten Weltkrieges, gab es an den vier Standorten Bremen-Vegesack, Leer, Emden und Glückstadt insgesamt 168 Logger, davon 110 Motorlogger und 8 Kombilogger. Mit Kriegsbeginn kam die Loggerfischerei wieder zum Erliegen, die moderneren Schiffe wurden von der Marine eingezogen und nach entsprechender Umrüstung unter anderem als Vorposten-, Sicherungs- und Minensuchboote eingesetzt.

### Nach 1945 bis zum Ende der Loggerfischerei in Westdeutschland
Im Krieg gingen 45 Schiffe verloren, weiterhin wurden 9 durch Verkauf und Abwracken ausgemustert. Der beste und modernste Teil der Loggerflotte war damit verloren. Von den verbliebenen, zum großen Teil überalterten Schiffen konnte nur ein Teil eingesetzt werden. Bis 1948 waren 76 Logger bei folgenden Logger-Fischereigesellschaften einsatzbereit:
Emder Heringsfischerei Aktiengesellschaft
Heringsfischerei Dollart, Emden
Großer Kurfürst Heringsfischerei, Emden
Leerer Heringsfischerei
Glückstädter Heringsfischerei Aktiengesellschaft
Bremen-Vegesacker Fischerei-Gesellschaft
Wie in den Jahrzehnten zuvor war die Loggerfischerei auch jetzt auf staatliche Hilfen angewiesen. 1954 bis 1957 wurde ein Loggerneubauprogramm mit Geldern aus dem europäischen Wiederaufbauprogramm durchgeführt, bei denen die Heringsgesellschaften nur 20 % der Baukosten – zumeist finanziert über Kredite – aufbringen mussten. Zusammen mit 1961 eingeführten Abwrackprämien für die Außerdienststellung von überalterten Loggern führte das zu einer Modernisierung der Flotte durch den Bau relativ gut ausgestatteter Kombilogger, die neben Salzheringen auch Frischfisch anlandeten und damit einen Ganzjahresbetrieb ermöglichten. Ab 1963 wurden noch 4 moderne Hecklogger in Dienst gestellt.
Trotz des Neubauprogramms mit Kombi- und Heckloggern und staatlicher Subventionen, beispielsweise als Fangprämien, kam es dann jedoch in den 1960er Jahren aus folgenden Gründen zu einem unaufhaltbaren Niedergang der Loggerfischerei:
1. Veränderung der Konsumgewohnheiten. Das Frischfischangebot wurde – auch im Binnenland – ständig verbessert. Weiterhin nahm die Frostfischproduktion immer mehr an Bedeutung zu und die Verarbeitung zu Marinaden und Konserven führte zum Angebot einer breiten Palette an Produkten. Die Salzung verlor ihre überragende Bedeutung als Konservierungsmaßnahme und der Salzhering unterlag in der Produktkonkurrenz den anderen Fischprodukten.
2. Konkurrenz mit anderen Fischereien. Durch die Modernisierung der Trawler, Einführung hocheffizienter Fischereigeräte wie des pelagischen Netzes oder der Ringwade, konnte der Fisch wesentlich kostengünstiger produziert werden als in der traditionellen Loggerfischerei.
3. Überfischung. Durch den Einsatz dieser hocheffizienten Fischereimethoden wurde offensichtlich mehr Hering gefischt als von den Beständen reproduziert werden konnte, so dass die Bestände der Nordsee zusammenbrachen. Es kam bis zum Ende der 60er Jahre zu einem dramatischen Rückgang der Fangerträge in der Logger-Heringsfischerei.
4. Arbeitskräftemangel. Die Entlohnung bestand aus einem Festlohn und Fanganteilen. Mit Rückgang der Fänge sanken die Einkommen der Seeleute erheblich. Hinzu kam, dass an Land genügend Arbeitsplätze, besser bezahlt, mit geregelten Arbeitszeiten und freien Wochenenden, angeboten wurden und es daher immer schwerer gelang, die Logger mit dem erforderlichen qualifizierten Personal auszustatten.
1969 wurde die Loggerfischerei in Leer, Emden und Bremen-Vegesack eingestellt. Auch die Glückstädter Heringsfischerei ging in Konkurs, wurde dann jedoch teilweise von einem Bauunternehmer aus steuerlichen Gründen weiter geführt. Der letzte Logger lief Glückstadt 1975 an, 1976 wurde die Glückstädter Heringsfischerei endgültig liquidiert.

### Loggerfischerei der DDR

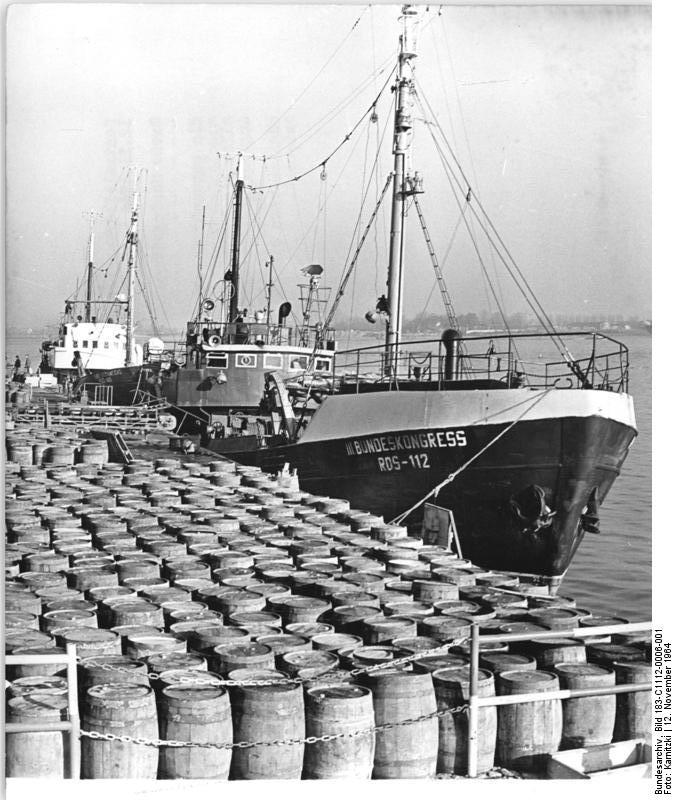
Logger ROS 112 III. Bundeskongress hinter Heringsfässern im Rostocker Fischereihafen, 1964

In der DDR wurde in den 50er bis Anfang der 60er Jahre in verschiedenen Werften eine große Anzahl von Loggern gebaut. Im Rahmen der Reparationsverpflichtungen an die Sowjetunion wurden über 1000 Logger abgeliefert; lediglich 35 Logger wurden in der DDR-eigenen Fischerei eingesetzt.
Die DDR-Hochseefischerei hatte ihre Anfänge im Jahr 1950. Auf Anregung des Rates der Stadt Rostock wurde das ehemalige Gelände der Ernst Heinkel Flugzeugwerke zur Verfügung gestellt. Es wurden bis 1956 mit Hafenbecken, Fischhallen und Reparationswerkstätten und Versorgungseinrichtungen die notwendigen Infrastruktureinrichtungen für eine Hochsee-Fernfischerei geschaffen. 1950 wurde der VEB Hochseefischerei Rostock gegründet, im gleichen Jahr die ersten 9 Logger in Dienst gestellt. 1952 verfügte das in VEB Fischkombinat Rostock umbenannte Kombinat bereits über die o. g. 35 Logger. Bis 1967 veränderte sich die Zahl der Logger nur wenig, nahm dann aber ab 1967, zur gleichen Zeit wie der des Niedergangs der westdeutschen Loggerfischerei, über 21 (1968) bis auf 8 (1970) ab. Bei diesen 8 blieb es bis 1978, 1981 wurde der letzte Logger außer Dienst gestellt.
Die Logger der DDR fischten mit den Grundschleppnetzen, z. T. auch mit der Fleet. Sie konnten sowohl Frischfisch als auch Salzheringe anlanden. Als Besonderheit gegenüber der Entwicklung in der BRD wurde zunächst der Logger August Bebel als Versuchslogger für die Ringwadenfischerei hergerichtet; nach dessen erfolgreicher Versuchsfischerei wurden 1967 weitere 8 Logger zu Ringwadenloggern umgerüstet.
Die letzte Entwicklung der BRD-Loggerfischerei, der Einsatz von Heckloggern, wurde in der DDR-Fischerei nicht nachvollzogen. Allerdings verfügte das Fischkombinat Rostock mit den ab 1965 bis 68 gebauten 16 Frosttrawlern des Typs Nordsee über Schiffe mit gleicher Größe (49 m) und Maschinenstärke (1000 PS) wie die Hecklogger.

## Entwicklung des Schiffstypes

### Segellogger

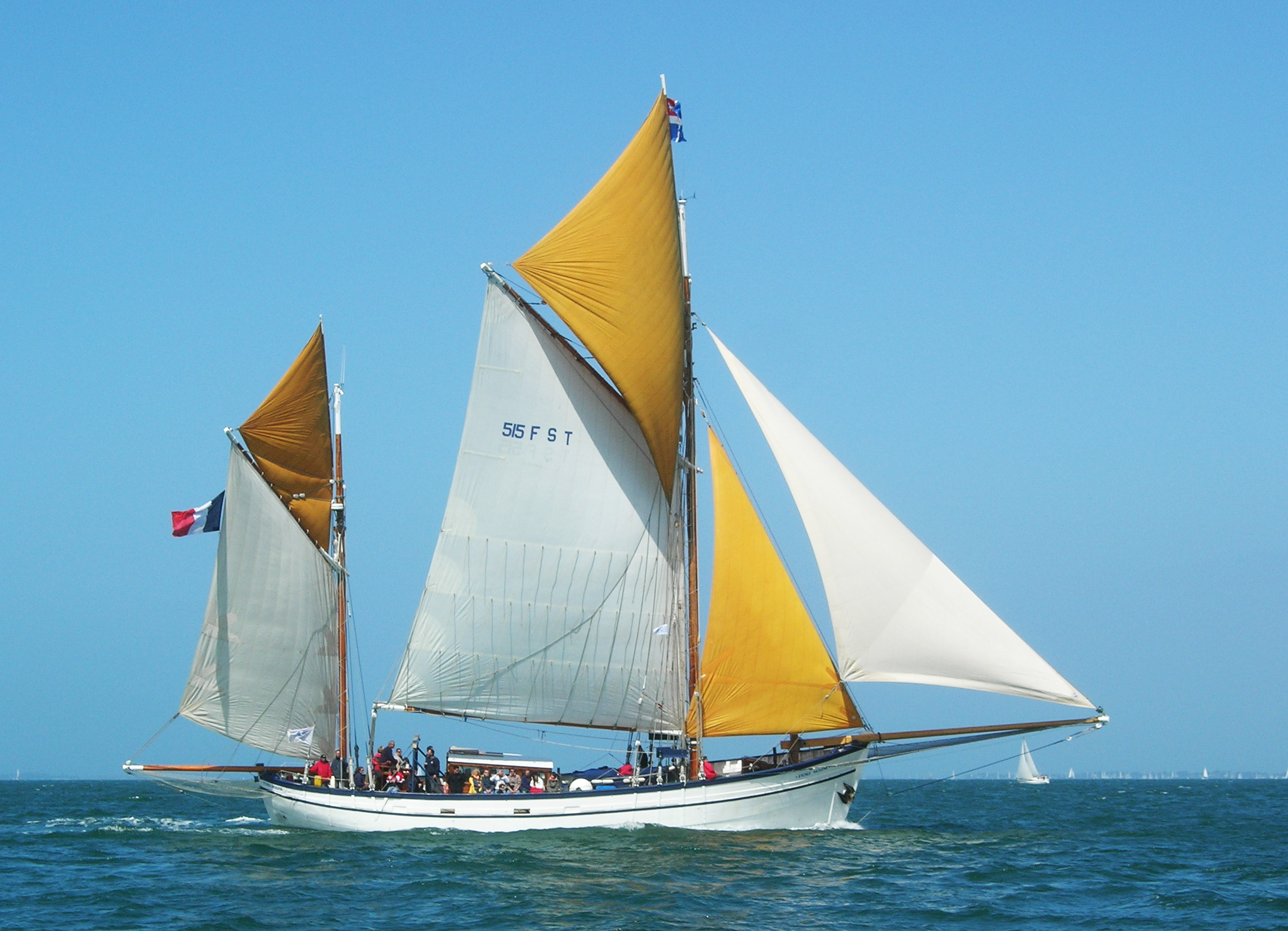
Die Ketsch Etoile Molène mit Gaffelsegeln

Die von den Holländern eingeführten Segellogger waren 22,5 m lang, 5,9 m breit, hatten 2,85 m Bordhöhe und einen Rauminhalt von 239 Kubikmetern. Sie waren als Ketch mit Gaffelsegeln getakelt. Der Großmast war umlegbar, so dass die Logger beim Fischen sehr ruhig hinter der Fleet lagen. Die Ladekapazität betrug etwa 400 Kantjes (Fässer für Salzheringe). Bemannt waren sie in der Regel mit 14 Mann, Kapitän, Steuermann, zwei Jungen (Avhauer und Reepschießer), drei Leichtmatrosen (davon ein Jüngster), sieben Matrosen. Einer der Leichtmatrosen war auch der Koch.

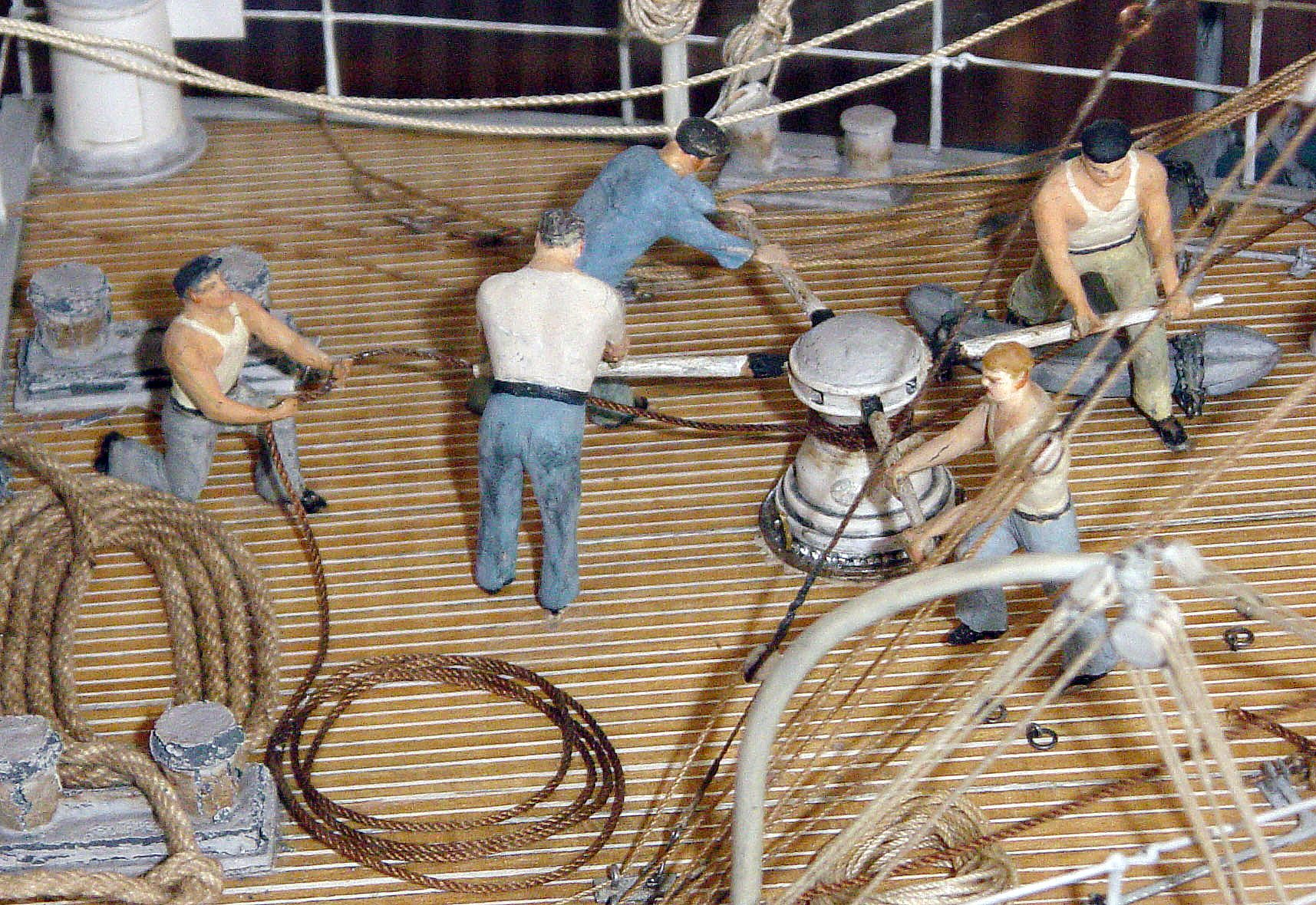
Modell eines Gangspills im Einsatz

Um 1900 kostete ein hölzerner Segellogger in Deutschland mit einer Kapazität für 400 Fässer Heringe (Kantjes) ohne Dampfwinde und ohne Netzausrüstung 25.000 Mark (das wären inflationsbereinigt heute 167.000 EUR), die Netze kosteten je nach Länge 10.000 bis 15.000 Mark (heute 67.000 bis 100.000 EUR). Der Segellogger war noch bis 1914 das Standardschiff der deutschen Heringsfischerei, die wichtigste technische Neuerung war die Einführung des Dampfspills. Musste bis dahin das Reep mit Hilfe des umlaufbetriebenen Gangspills von vier Männern geholt werden, wurde die Arbeit durch das Dampfspill erheblich erleichtert. Allerdings wurde die Fleet auch erheblich verlängert, so dass nunmehr mit 100 Netzen bei einer Gesamtlänge von 3000 m gefischt wurde.

### Logger mit Hilfsdampfantrieb
1896 wurde im Rahmen eines Preisausschreibens zum Entwurf von Fischereifahrzeugen der Entwurf eines Heringsloggers mit Hilfsmaschine von Walter Laas vorgelegt. Das Schiff war mit 24,5 m Länge, 6,4 m Breite und einer Bordhöhe von 3,2 m nicht wesentlich größer als ein Segellogger. Geladen werden konnten 450 Kantjes und 25 Fässer mit Vorräten. Dieser sog. Dampflogger wurde aus Stahl gebaut und besaß eine Maschine mit 70 PS. Zur Erhöhung der Ladekapazität wurden die Loggerabmessungen bald auf 28 m verlängert. Beim Liegen hinter der Fleet konnte nicht nur der Großmast, sondern auch der Schornstein niedergelegt werden.
Die ersten Dampflogger kosteten um diese Zeit 56.000 Mark (das wären inflationsbereinigt heute 369.000 EUR), davon die Maschine 15.000 Mark (heute 99.000 EUR). 1901 wurde mit der „Welle“ der erste dieser Logger gebaut. Er entstand 1901 als Bau Nummer 448 beim Bremer Vulkan für die Bremen-Vegesacker Fischerei-Gesellschaft. Die Besatzung wuchs um weitere zwei Mann auf 16 Seeleute. Neu hinzu kamen zum einen der Maschinist für die Betreuung der Dampfmaschine und ein Koch zur Versorgung der Mannschaft.
Eigentlich waren die Dampflogger klassische Segellogger mit Hilfsmaschine. Gleichwohl bedeuteten sie eine erhebliche Effektivitätssteigerung, da nunmehr auch bei ungünstigen Winden die Fischereiplätze zügig erreicht werden konnten und auch das Ausfahren und Holen der Netze nötigenfalls unterstützt werden konnte.

### Motor- und Kombilogger

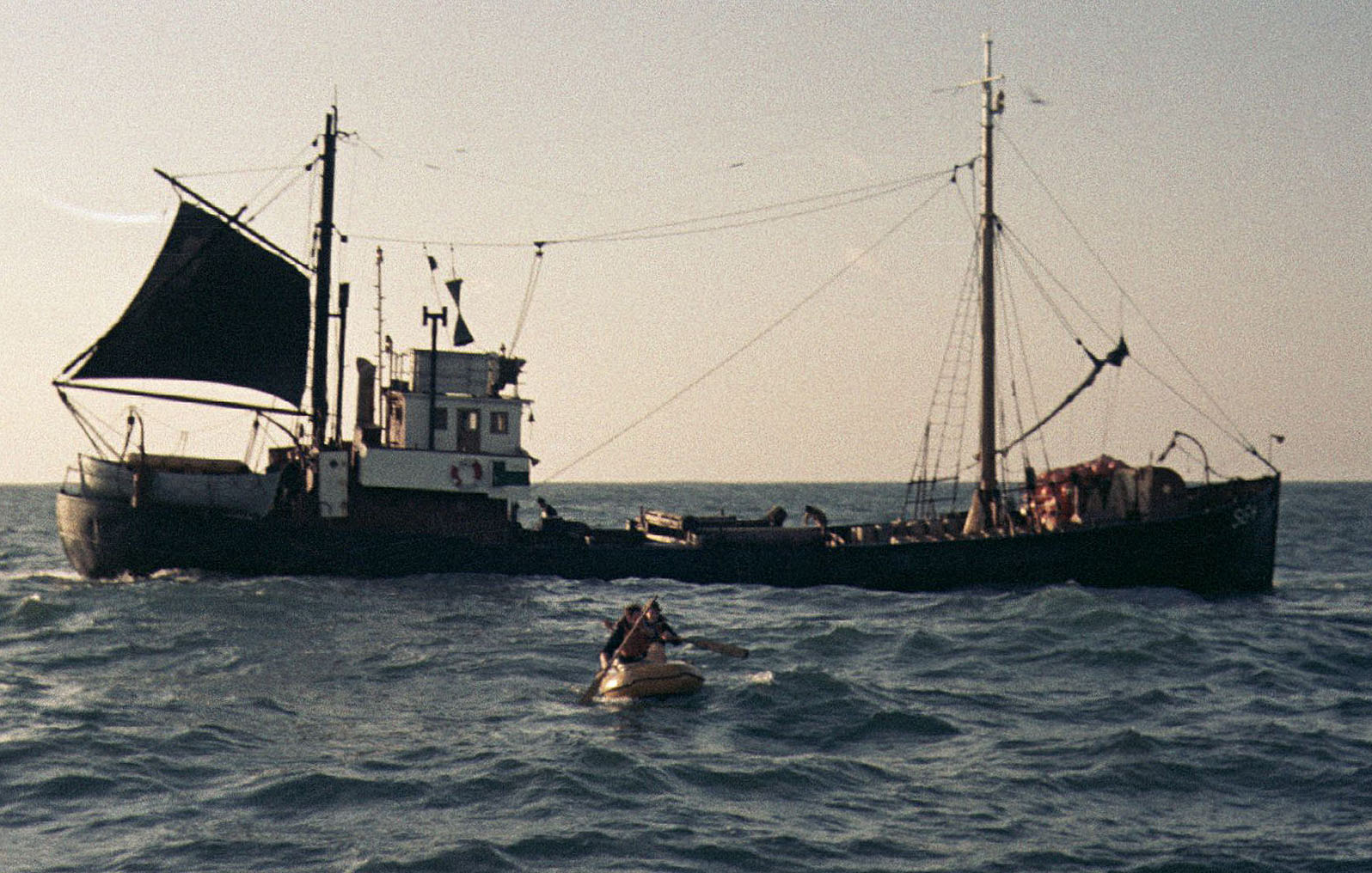
Motorlogger Balder SG4

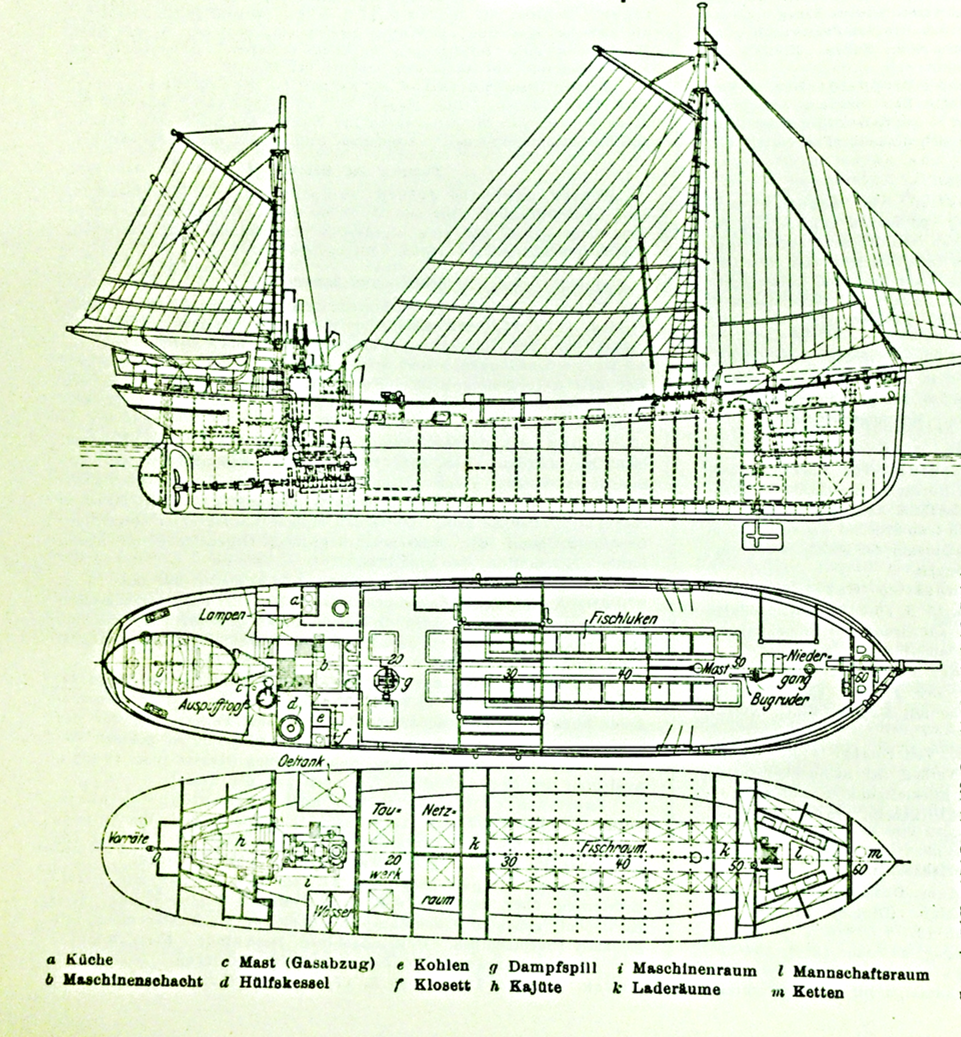
Heringslogger Wotan, Bau.-Nr. 264, 1912 abgeliefert von der Frerichswerft an Fischerei Ges. Bremen

1902 wurde der erste Logger mit Dieselmotor abgeliefert. Probleme mit der Antriebsanlage führen dazu, dass erst 1911 weitere Logger mit Dieselantrieb gebaut wurden. Die 1933/34 im Rahmen von staatlichen Arbeitsbeschaffungsmaßnahmen gebauten Logger waren 30 m lang, ihr Motor war 150 PS stark. Sie konnten 1000 Kantjes laden und waren etwa 9 Knoten schnell. Sie besaßen weiterhin eine Ketch-artige Beseglung mit etwa 210 m2 Segelfläche, mit einem Vorsegel, ein Groß- und Großtopsegel sowie ein Besan- und ein Besantopsegel.
Da die Logger zeitlich nur begrenzt von Mai bis Dezember einsetzbar waren, wurden um 1900 von der Geestemünder Heringsfischerei fünf Fischdampfer vom Januar bis Mai für den Frischfischfang und von Mai bis Dezember für Fang und Verarbeitung von Salzheringen eingesetzt. Diesem Beispiel folgten die übrigen Loggerfischereien erst 1936. Diese Betriebsweise wurde 1936 von der Emder Werft Schulte & Bruns beim Bau von kombinierten Loggern mit 34 Metern Länge zugrunde gelegt. Sie konnten sowohl mit Treibnetzen als auch mit Herings-Grundschleppnetzen fischen. Mit einer Kapazität von 1.200 bis 1.400 Kantjes, einem 500 PS Dieselmotor, Bugruder, Echolot, Richtungssucher und Funkanlage waren es schnelle (10 Knoten), vielseitige und moderne Fischereifahrzeuge. Nach dem Krieg wurden die Logger noch einmal deutlich bis auf 42 m vergrößert, erhielten stärkere Maschinen und Pleuger-Aktivruder. Sie waren mit großen isolierten Frischfischräumen ausgestattet, so dass nunmehr ganzjährig gefischt werden konnte. Für die Fleetfischerei verfügten sie nach wie vor über ein Besan-Stützsegel.

### Hecklogger

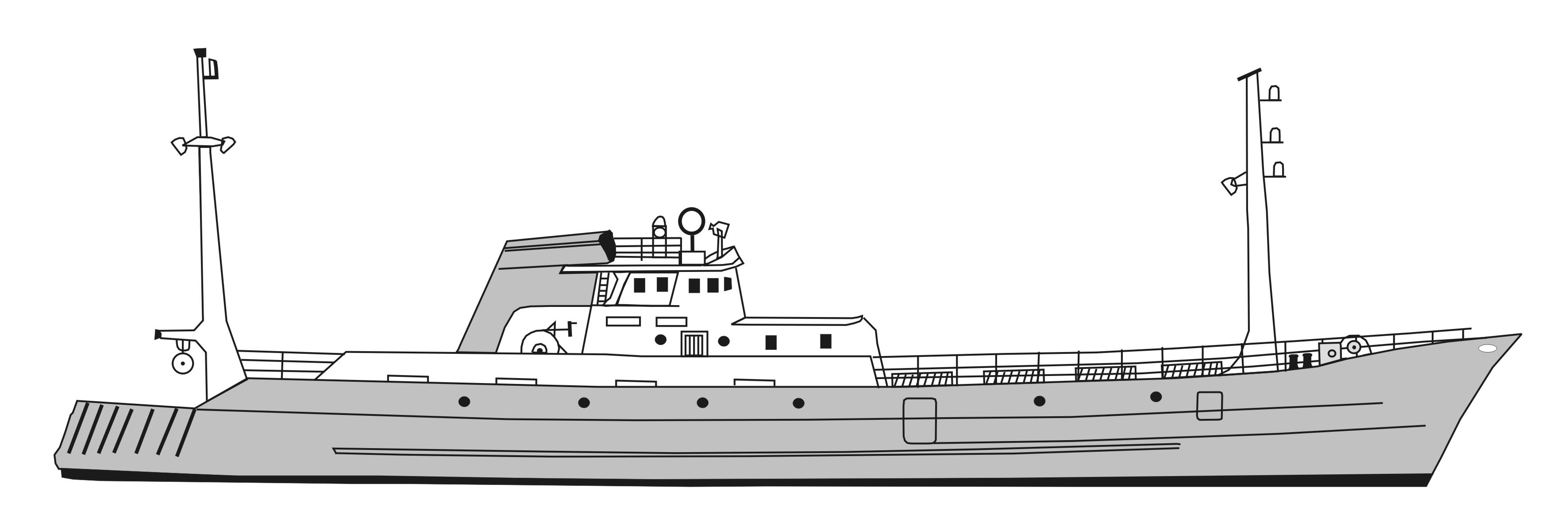
Hecklogger Milly Ekkenga, SG1, Glückstadt, 1966

Als letzter Schiffstyp wurden die neuartige Hecklogger in Dienst gestellt. Bei diesen Schiffen wurde die Netzfleet nicht mehr eingesetzt. Die Schleppnetze wurden über das Heck ausgesetzt und geholt. Eingesetzt werden konnten sowohl Grundschleppnetze als auch die vergleichsweise großen pelagischen Schwimmschleppnetze. Die Bremen-Vegesacker Heringsfanggesellschaft erhielt drei (Lesum, 1963, Hamme, 1965 und Wümme, 1965), die Glückstädter einen Hecklogger (Milly Ekkenga, 1966). Die Schiffe waren 49 m lang und die Maschine leistete 1000 PS. Produziert werden konnte Salzhering, Frischfisch und Frostfisch. Die Besatzungsstärke betrug 20 Mann.
Auf Grund ihres größeren Aktionsradius, größerer Geschwindigkeit, stärkerer Schleppkraft und damit Einsatz größerer Grund- und pelagischer Schwimmschleppnetze erhoffte man sich deutlich bessere Fangerträge. Diese blieben jedoch wegen der stark rückgängigen Heringsbestände der Nordsee aus. Die ungewohnte Arbeit (der Fang wurde im Schiff, stehend am Fließband, verarbeitet) und der auf Grund geringer Fänge niedrige Verdienst führten dazu, dass die Besetzung der Schiffe mit qualifiziertem Personal sehr schwierig war.
Bei einer Begutachtung durch Fachleute wurde empfohlen, diesen Schiffstyp nicht weiter zu bauen. Für einen ökonomischen Jahresbetrieb müsste das Schiff auch in den entfernteren Fischereigebieten außerhalb der klassischen Logger-Fanggründe im Nordatlantik fischen. Dafür aber seien seine Seeeigenschaften nicht ausreichend. Insgesamt war es nicht zu ersehen, dass diese Schiffe jemals kostendeckend betrieben werden könnten.

## Logger-Schiffsbau

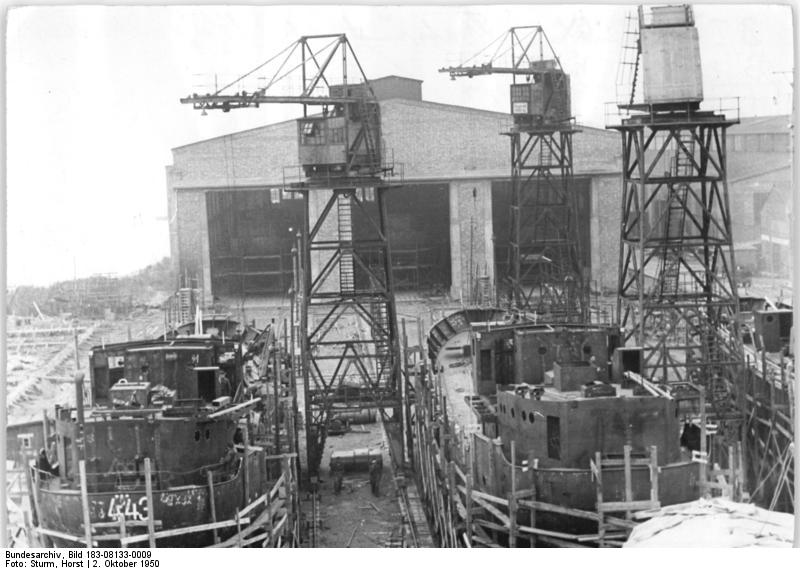
In Stralsund entstand die größte Logger- und Trawlerfabrik der Welt. Blick auf die Schiffbauhalle, 1950

Die Bremen-Vegesacker Fischerei-Gesellschaft hat gemeinsam mit dem Bremer Vulkan in Deutschland bedeutende Pionierarbeiten in der Entwicklung der Logger-Antriebsmaschinen, aber auch des Logger-Serienbaus geleistet. Es gab nur wenige deutsche Werften, die keine Logger bauten.
In den ersten 15 Jahren des Bremer Vulkan liefen dort 49 Heringslogger vom Stapel, 41 davon für die benachbarte Bremen-Vegesacker Fischerei-Gesellschaft, der Rest wurde an weitere deutsche Heringsfang-Gesellschaften geliefert. Andere bedeutende Werften für den Bau von Loggern waren Abeking & Rasmussen, C. Lühring, die Unterweser-Werft, G. Seebeck, die Elsflether Werft, Frerichs & Co. Nobiskrug, H. C. Stülcken Sohn, die Meyer Werft und die Junge Werft.
In der DDR wurden zum einen insgesamt 390 genietete Logger hergestellt. Dabei fielen auf die drei Werften SAG Neptunwerft Rostock 179, VEB Elbewerft Boizenburg 161 und VEB Roßlauer Schiffswerft 50 Logger. Zum anderen wurden 615 Logger in geschweißter Technik produziert, davon in der VEB Volkswerft Stralsund allein 588 in der Logger-Großserie. Durch beachtliche Innovationen in der Schweißtechnik und konsequente Anwendung der Sektionsbauweise gelang mit der sog. „fließenden Fertigung im Taktverfahren“ der Übergang zur industriellen Serienproduktion; so wurden allein 1957 über 100 Logger produziert.

## Fangtechnik

### Fleetfischerei

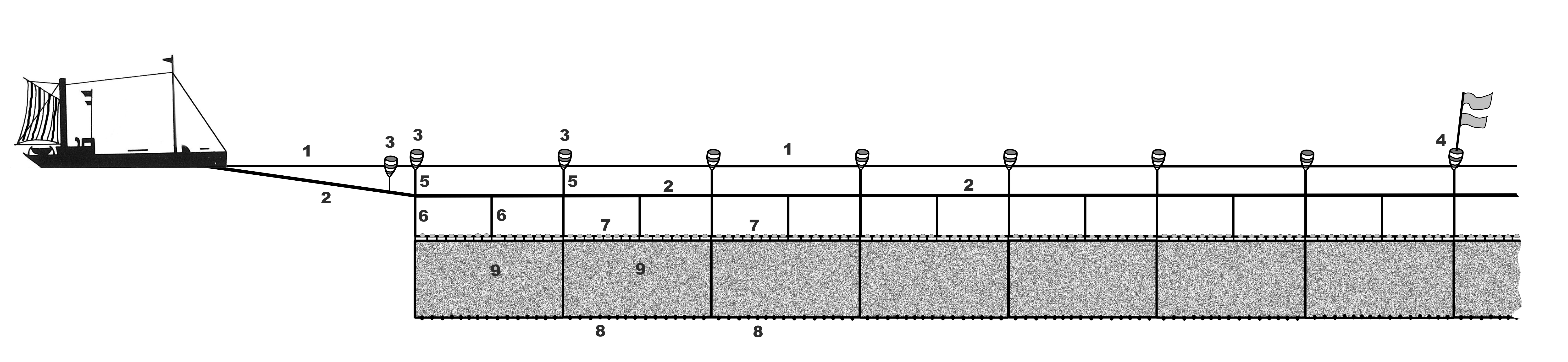
Deutsche Heringsfleet. 1: Wasseroberfläche 2: Fleetreep 3: Brails 4: Jonas (am Fleetende und nach jeweils einem Quartel entspr. ca. 15 Netzen) 5: Brailtau, 6 m 6: Zeisinge, 8 m 7: Sperreep mit Flotjes (Korken) und Staalen 8: Unterwant mit Bleien 9: Netz oder Want, 15×30 m

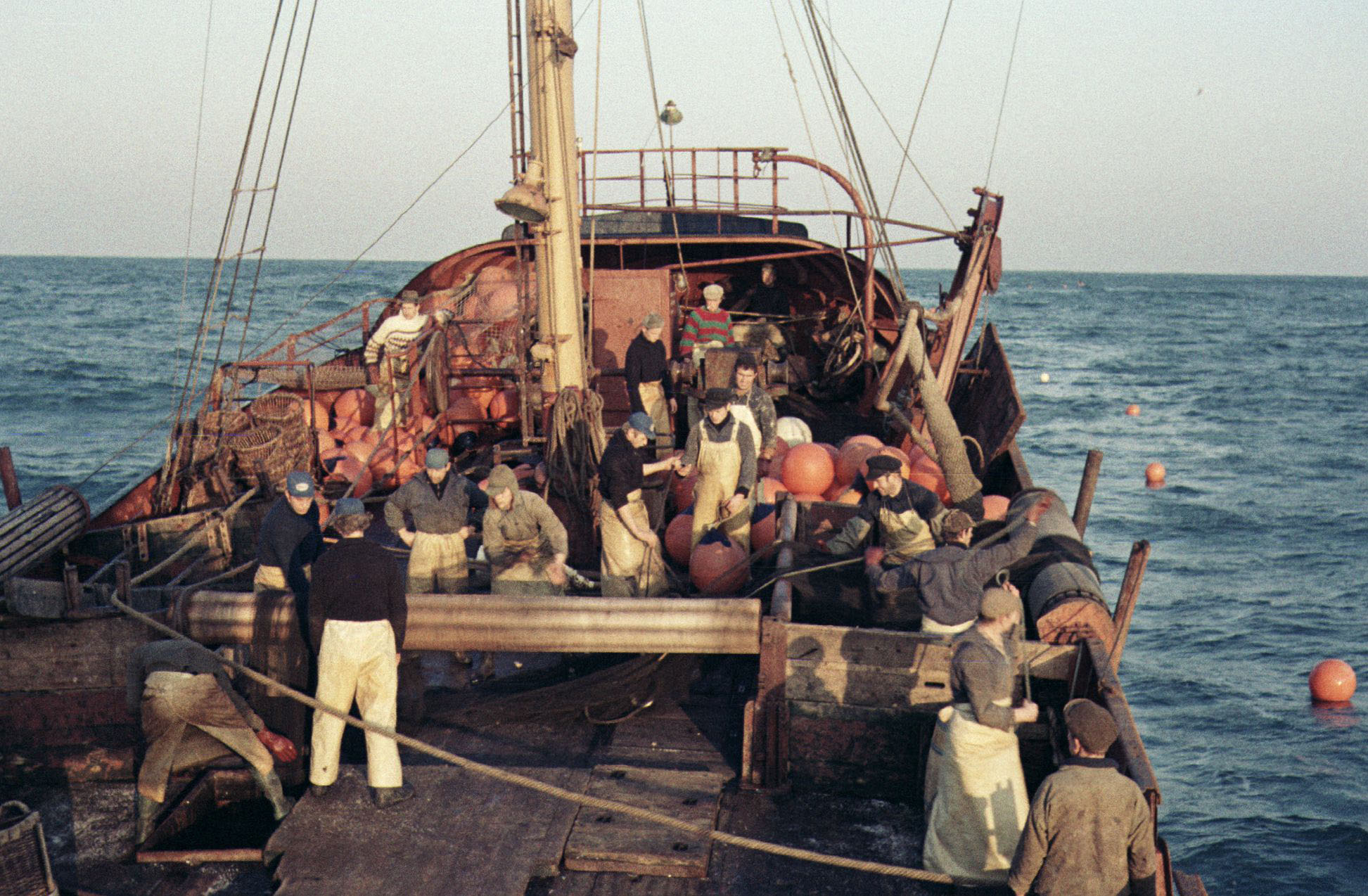
Aussetzen der Netzfleet auf dem Kombilogger Saxnot SG7

Ursprünglich betrieben die Logger eine reine Heringsfischerei mit den für den Hering größenselektiven Treibnetzen. Waren die Netze der Buisenfischerei noch aus Hanf, wurden bei der Loggerfischerei die wesentlich leichtere und besser handhabbare Baumwolle verwandt. Um die Netze haltbarer und sperriger zu machen, wurden sie „getaant“, das heißt mit Leinöl und dem Gerbstoff Katechu imprägniert. Der Wert einer aus 70 Netzen zusammengefügten Netzfleet betrug um 1890 rund 10.000 Mark (inflationsbereinigt heute 65.000 EUR).
Mit dem Aufkommen der deutschen Hochseefischerei entstanden Ende des 19. Jahrhunderts eine Reihe von Netzfabriken, die größten in Itzehoe. Sie stellten zwar die Baumwollnetze her, imprägnierten sie aber zumeist nicht selbst, dies geschah in Holland. Die Nachimprägnation der gebrauchten Netze erfolgte dagegen in den Landbetrieben der Loggereien. Erst in den 1960er Jahren wurden die getaanten Baumwollnetze durch Kunststoffnetze ersetzt.
Das einzelne Netz hatte eine Länge von 30 m und eine Tiefe von 15 m. An der Oberkante befand sich ein Sperreep genanntes Tauwerk mit eingeflochtenen Korken (Flotjes), am unteren Ende Bleie, so dass das Netz wie eine Wand im Wasser stand. Von ihnen wurden bei den ersten Loggern 70 Netze, mit Aufkommen des Dampfspills bis zu 100 Netze, bei den Motorloggern bis über 120 Netze zu einer „Fleet“ aneinandergereiht.
Beim Aussetzen der deutschen Fleet wurden die Netze mit sog. Zeisigen an einem 5 cm starken, durchgehenden Hanftau dem Fleetreep, befestigt und gleichzeitig am Fleetreep pro Einzelnetz je ein Auftriebskörper, die Brails (später Kunststoff-Luftblasen) befestigt. Bei der schottischen Fleet befand sich das Fleetreep unter den Netzen. In bestimmten Abständen wurden die Brails oder Blasen durch Bojen mit Stangen und Wimpeln, den „Jonas“ ersetzt, um den Verlauf der Fleet besser sichtbar zu machen.
Der Hering macht tagesperiodische Wanderungen und steigt nachts in oberflächennahe Bereiche auf. Daher war die Fleetfischerei eine reine Nachtfischerei. Das Netz wurde bei langsamer Rückwärtsfahrt am späten Nachmittag ausgefahren und kurz nach Mitternacht geholt. Beim Holen wurde das Fleetreep mit dem Spill gehievt, das Netz selbst aber von der Mannschaft per Hand eingeholt und die Heringe herausgeschlagen. Anschließend wurde der Fang geschlachtet, gesalzen, in Fässer verpackt und verstaut.

### Schleppnetzfischerei

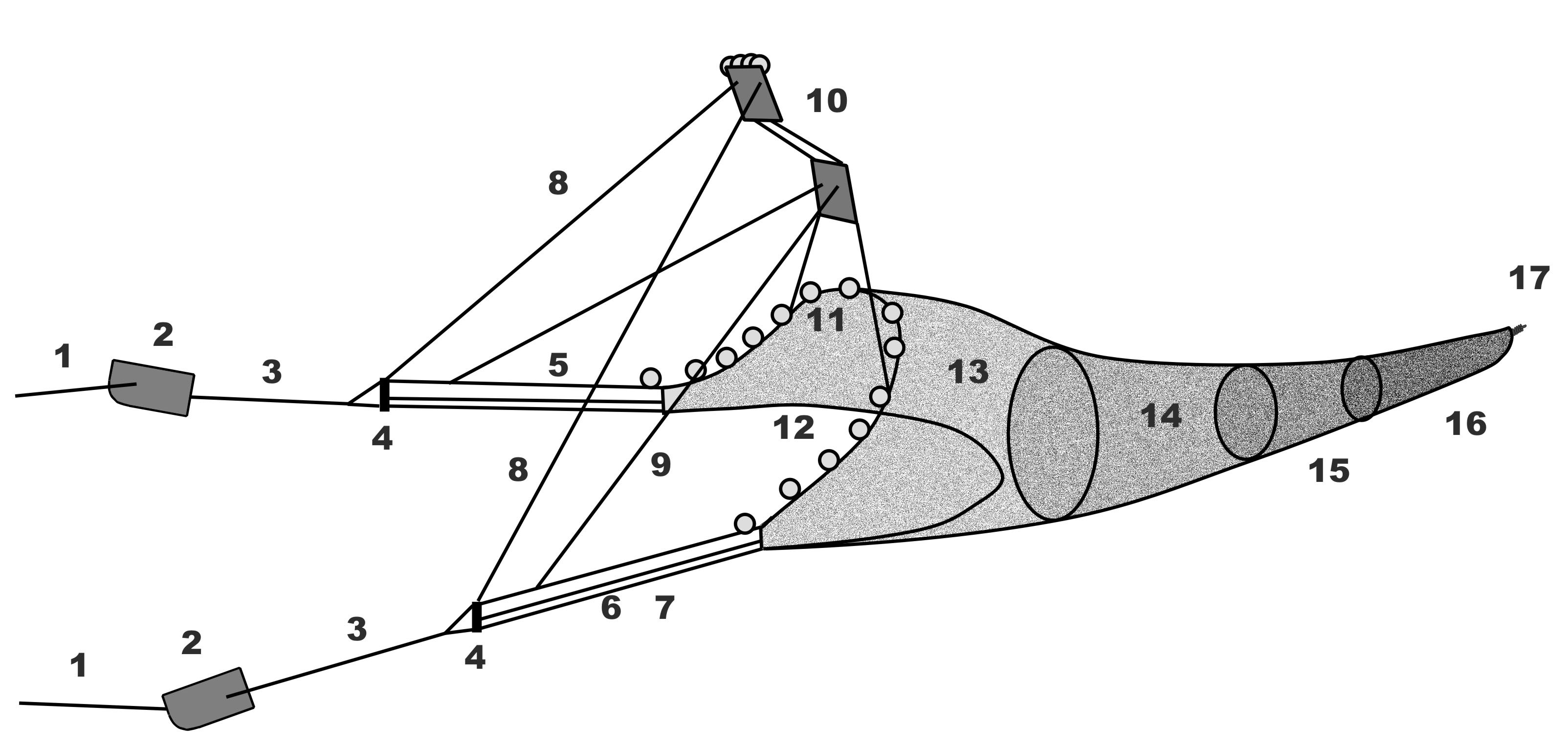
Herings-Grundschleppnetz der Loggerfischerei (Kombilogger)
1: Kurrleine 2: Scherbretter 3: Jager 4: Knüppel mit Knüppelhahnepots 5: Headlinestander 6: Laschenstander (Mitte) 7: Grundtaustander 8: Lange Antenne 9: Kurze Antenne 10: 1. und 2. Höhenscherbrett 11: Headline mit Auftriebskugeln 12: Grundtau, mit Ketten beschwert 13: Square 14: Belly 15: Hundertmarkstück und Tunnel 16: Stert 17: Codleine

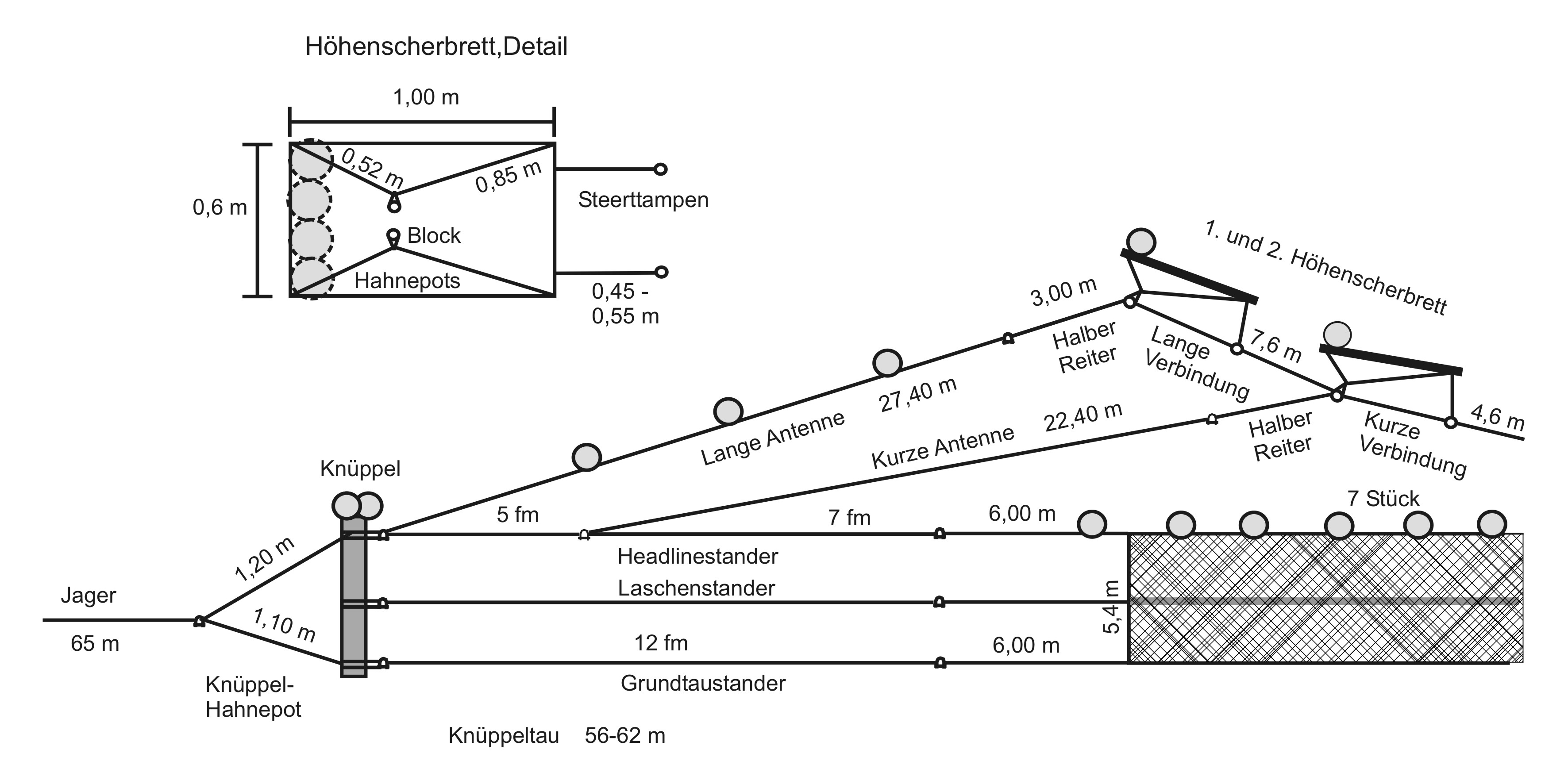
Herings-Grundschleppnetz, Bestandteile und Maße

Das klassische Fanggeschirr der Schleppnetzfischerei war bis zum Ende des 19. Jahrhunderts die Baumkurre, bei der das Netz durch eine große Stange, den Baum, offen gehalten wird. Kurz vor dem Ende des Jahrhunderts wurde das Scherbrett erfunden und revolutionierte in kürzester Frist die Trawlfischerei. Als weitere Verbesserung kam um 1920 die Entwicklung spezieller Heringsschleppnetze mit kleineren Maschenweiten und dem zusätzlichen Höhenscherbrett hinzu. Letzteres vergrößerte die Netzöffnung so, dass auch höher über dem Grund stehende Fische mit erfasst werden konnten. Die Höhenscherbrettleinen, die sog. Antennen hatten einen zusätzlichen Scheucheffekt, wodurch die Fische nach unten und damit ins Netz geleitet wurden.
Dem Beispiel der Geestemünder Heringsfischerei, bereits um 1900 mit Fischdampfern und dem Grundschleppnetz Hering zu fischen und zu Salzhering zu verarbeiten oder frisch anzulanden, folgten die andern Loggereien mit der Einführung der Kombilogger allerdings erst ab ca. 1936. Diese Logger erhielten vor der Brücke eine Kurrleinenwinde und an der Steuerbordseite vorn und hinten je einen Galgen. Das Netz wurde bei seitlicher Drift über Steuerbord einschließlich Vorgeschirr und Höhen- und Seitenscherbrettern und einen Teil der Kurrleine ausgesetzt. Anschließend fuhr das Schiff einen Bogen, um das Fanggeschirr hinter das Schiff zu bekommen. Am Achtergalgen wurden die beiden Kurrleinen mit einem Sliphaken zusammengefasst und das Netz so geschleppt. Das Holen erfolgte in umgekehrter Reihenfolge ebenfalls über die Steuerbordseite. Bei großen Fängen wurde geteilt, d. h. der Steert mehrmals aus dem Tunnel gefüllt, abgeschnürt und an Deck gebracht und entleert.

### Pelagische Fischerei

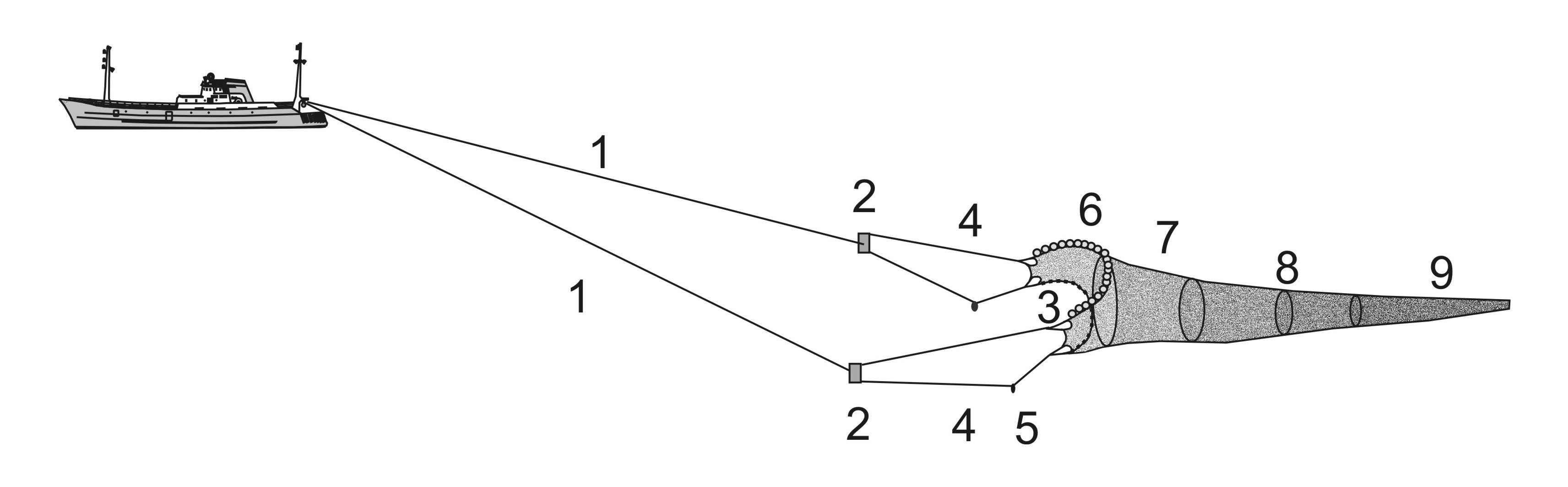
Pelagisches Schleppnetz
1: Kurrleinen 2: Scherbretter 3: Grundleine (Ketten) 4: Jager 5: Gewichte 6: Kopftau mit Auftriebskugeln 7: Vornetz 8: Tunnel und Belly 9: Steert.
Bei der Gespannfischerei mit zwei Schiffen entfallen die Scherbretter

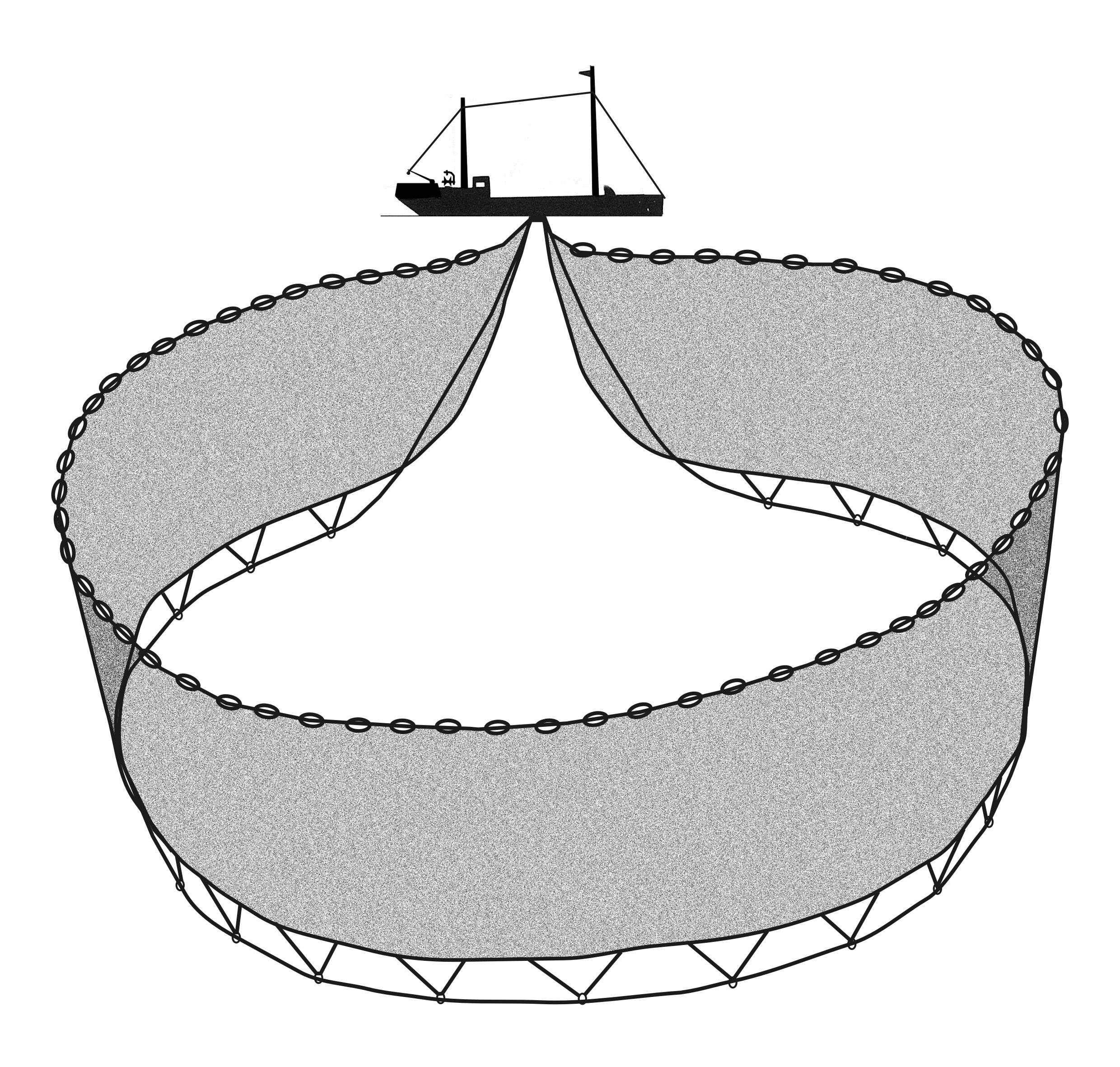
Ringwade

In der Loggerfischerei wurden in den 1960er Jahren zusätzlich zu den Grundschleppnetzen auch pelagische Schwimmschleppnetze eingesetzt. Da die Zugkraft der Kombilogger für das Schleppen dieser großen Netze allein nicht ausreichte, wurde im Gespann mit zwei Schiffen gearbeitet. Die Hecklogger konnten dagegen das pelagische Netz auch allein einsetzen. Bei der Gespannfischerei sorgte der erforderliche Abstand der beiden Kombilogger für die nötige seitliche Öffnung der Netze, das Kopftau war mit zahlreichen Auftriebskugeln versehen und öffnete so das Netz nach oben, das mit Ketten oder Bleien beschwerte Grundtau nach unten. Geschleppt wurde mit 3 bis 4 Knoten und einer Schleppdauer von etwa 3 Stunden. Bei den Heckloggern sorgten die pelagischen Scherbretter für die seitliche Öffnung. Die Höhe des Netzes über Grund konnte durch die Fahrgeschwindigkeit und die Kurrleinenlänge gesteuert werden.
Für einen möglichst effektiven Fang war eine möglichst genaue Ortung von Fischschwärmen erforderlich. Die Kombilogger verfügten allerdings nur über Echolot und Fischlupe, nicht jedoch über das bei den großen pelagisch fischenden Trawlern eingesetzte Voraus-Sonar und das Sonar am Kopftau zur Überwachung der Höhenlage des Netzes und des vom Netz erfassten Fanges.

### Fischerei mit der Ringwade
In den 1960er Jahren war die Ringwadenfischerei die effektivste Fischerei auf Schwarmfische. Zusammen mit der pelagischen Fischerei und den immer besser werdenden Fisch-Sonaren führte dies vor allem bei den Skandinavischen Fischereien zu Rekordfängen (verarbeitet zumeist zu Fischmehl), aber auch zu einer Überbeanspruchung der Fischbestände und schließlich zu deren Zusammenbruch. Es wird von Tagesfängen in der Größenordnung von 400 t und mehr an Hering berichtet; dies entspricht etwa dem Halbjahresfang eines traditionellen Fleetloggers.
Die westdeutsche Loggerfischerei hat diese Entwicklung nicht mehr nachvollzogen. In der DDR wurden 1967 noch 8 Logger zu Ringwadenfängern umgerüstet. Der letzte von ihnen ging 1981 außer Betrieb.

## Fischverarbeitung auf See

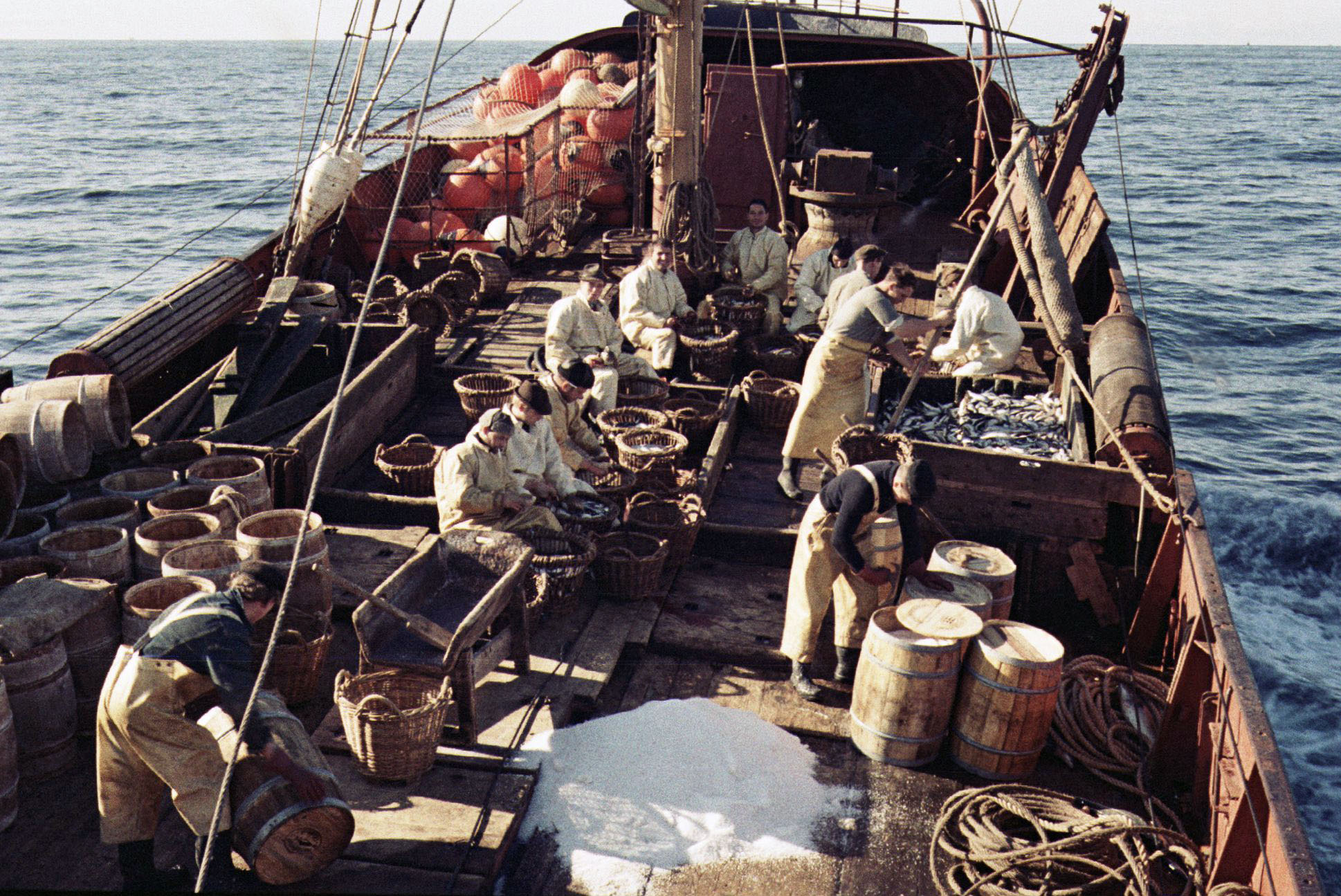
Schlachten und Salzen des fangfrischen Herings an Bord

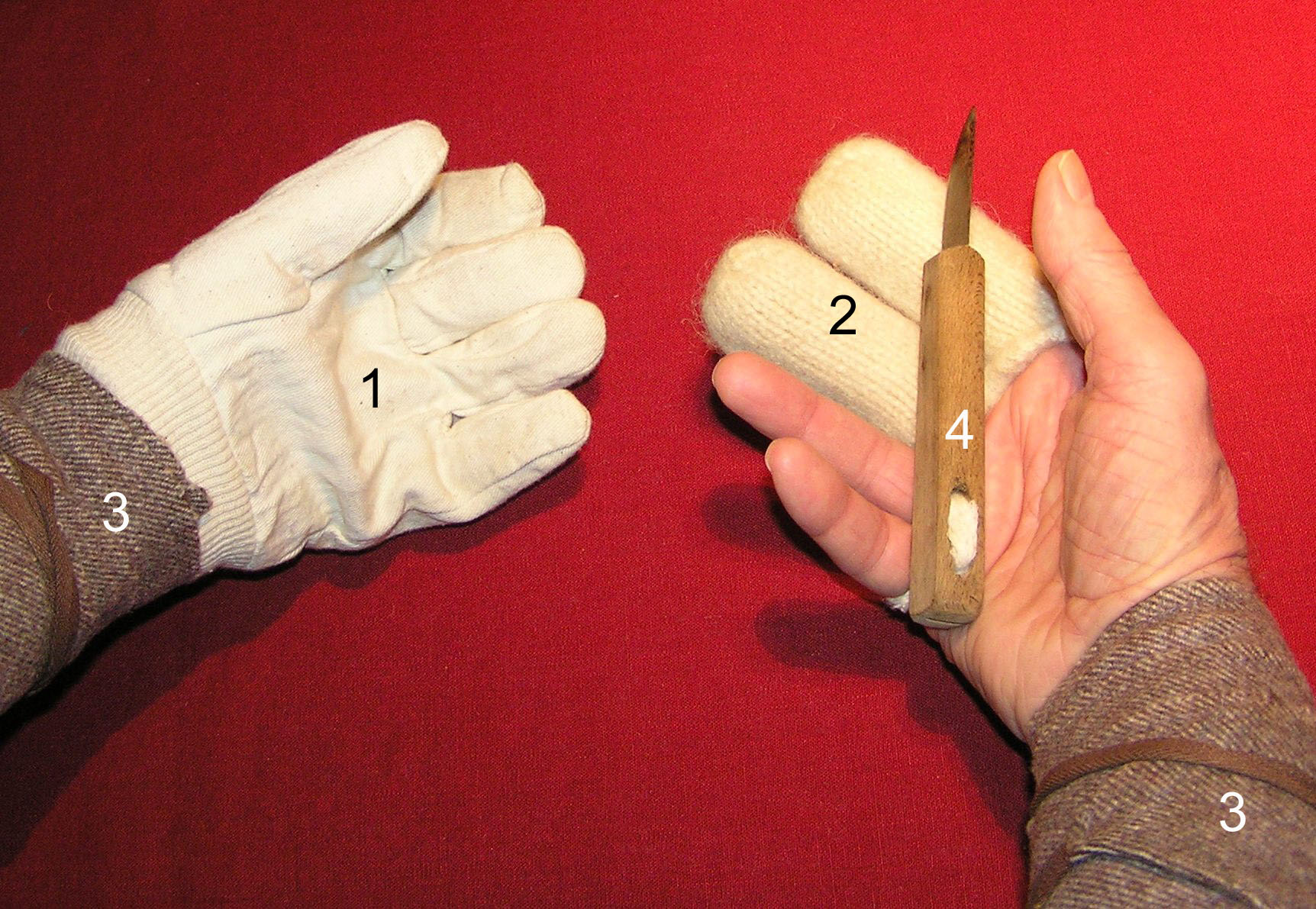
Schlachtwerkzeug wie auf dem Glückstädter Logger Saxnot um 1966 üblich. 1: Schlachthandschuh zum Schutz der linken Hand und zum Greifen der Heringe. 2: Fingerlinge für Zeige- und Mittelfinger der rechten Hand zum Schutz vor Verletzungen. 3: Wristbinden zum Schutz der Handgelenke vor dem Wundscheuern am Ölzeug. 4: Kehlmesser (Kakemesser) mit Haltebändsel für Ringfinger und kleinem Finger der rechten Hand

Die Heringe wurden bei der Salzheringsproduktion unmittelbar nach dem Fang auf See geschlachtet und gesalzen. Das Schlachten oder „Kehlen“ erfolgt mit einem speziellen „Kakemesser“ mit kurzer Schneide; dabei wird mit einer Bewegung hinter den Kiemendeckeln eingestochen und Kiemen, Vorderdarm und Magen sowie das Herz entfernt, so dass der Hering ausbluten kann. Die Gonaden sowie die Mitteldarmdrüse und der restliche Darm bleiben im Fisch, die Fermente der Mitteldarmdrüse tragen wesentlich mit zur Reifung des Salzherings bei. Das Salzen erfolgte in der Warback, einer an einer Stirnseite offenen Krippe. Jeweils ein Korb geschlachteter Hering wurde in der Warback mit der nötigen Menge Salz vermengt und anschließend lagenweise in die Fässer verpackt und verstaut. Beim Salzhering betrug das Verhältnis Fisch zu Salz bei der Hartsalzung 5:1, beim mildgesalzenen Matjes 9:1.
Bei großen Fängen war die gesamte Mannschaft einschließlich Steuerleuten, Koch und den Maschinisten am Schlachten beteiligt. Ein geschickter Mann konnte in der Stunde etwa 1 bis 2 Kantjes Salzhering produzieren.

## Landbetrieb

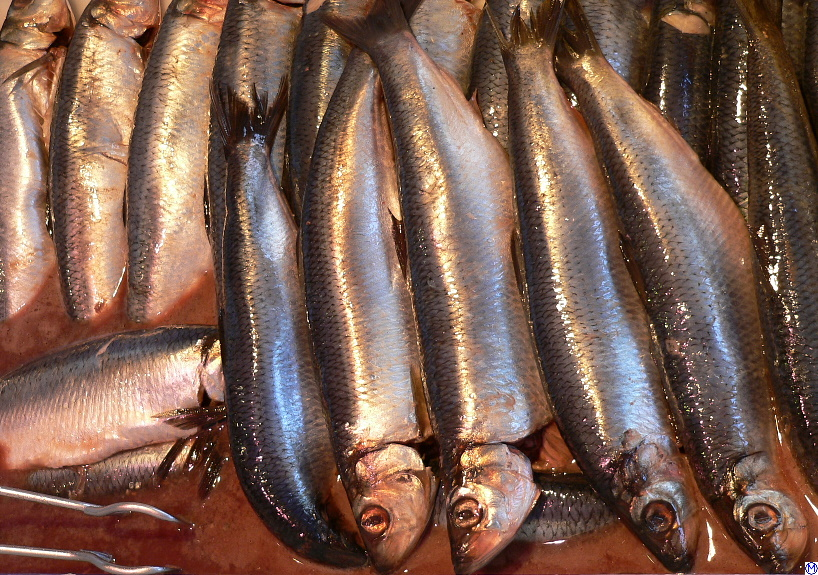
Ganze Matjes, frisch aus dem Fass

Bei den Loggerfischereien kam auf je zwei Seeleute etwa ein Mitarbeiter im Landbetrieb. In den Landbetrieben wurde zum einen der angelandete seegekehlte und seegesalzene Hering verkaufsfertig weiter bearbeitet. Dazu wurden die Heringe nach Größe und Qualität sortiert. Anschließend wurden die sortierten Heringe lagenweise neu in Fässern verpackt und gelagert bzw. an die Fischhändler übergeben. Durch die Salzung verloren die Heringe etwas an Gewicht und Volumen, so dass der Inhalt eines auf See gefüllten Kantjes etwa 0,8 Landkantjes ergab.
Zum anderen wurden in den Landbetrieben die Logger gewartet und ausgerüstet. Dazu gab es eine Schlosserei und eine Schmiede, daneben wurden Maler und Elektriker beschäftigt. Die Bremen-Vegesacker Fischerei-Gesellschaft besaß für Schiffsreparaturen sogar ein Schwimmdock. Für die Herstellung und Reparatur der Kantjes gab es eine Böttcherei. Vor Einführung der Kunststoff-Luftblasen für die Netzfleet stellten die Böttcher auch die Netzbojen, die Brails und Jonas her. Zur Reparatur und Instandhaltung der gebrauchten Netze und der Segel verfügten sie über eine Netzmacherei, Taklerei und Segelmacherei und zum Nachimprägnieren der Treibnetze über eine sog. Taanerei. Die Netze wurden auf hektargroßen Trockenplätzen auf großen Gestellen getrocknet.

## Film
- Heringsfang in alten Filmen. Jantjes und Kantjes. VHS, 45 min., Edition Temmen, Bremen, ISBN 978-3-86108-654-3, Historische Aufnahmen bis ca. 1935.
- Letzte Ausfahrt Logger. E. Ballhaus, Gesellschaft für den kulturwissenschaftlichen Film,  2005/2006, 70 Min. DVD.